# Episodi de La parola alla difesa (seconda stagione)
La seconda stagione della serie televisiva La parola alla difesa è stata trasmessa in anteprima negli Stati Uniti d'America dalla CBS tra il 15 settembre 1962 e il 25 maggio 1963.
| nº | Titolo originale               | Titolo italiano | Prima TV USA      | Prima TV Italia |
| -- | ------------------------------ | --------------- | ----------------- | --------------- |
| 1  | The Voices of Death            |                 | 15 settembre 1962 |                 |
| 2  | Blood County                   |                 | 22 settembre 1962 |                 |
| 3  | The Indelible Silence          |                 | 29 settembre 1962 |                 |
| 4  | The Seven Ghosts of Simon Gray |                 | 6 ottobre 1962    |                 |
| 5  | The Unwanted                   |                 | 13 ottobre 1962   |                 |
| 6  | Madman (Part 1)                |                 | 20 ottobre 1962   |                 |
| 7  | Madman (Part 2)                |                 | 27 ottobre 1962   |                 |
| 8  | The Bigamist                   |                 | 3 novembre 1962   |                 |
| 9  | The Avenger                    |                 | 17 novembre 1962  |                 |
| 10 | The Invisible Badge            |                 | 24 novembre 1962  |                 |
| 11 | The Hidden Jungle              |                 | 1º dicembre 1962  |                 |
| 12 | The Savage Infant              |                 | 8 dicembre 1962   |                 |
| 13 | The Apostle                    |                 | 15 dicembre 1962  |                 |
| 14 | Grandma TNT                    |                 | 22 dicembre 1962  |                 |
| 15 | Death Takes the Stand          |                 | 29 dicembre 1962  |                 |
| 16 | Kill or Be Killed              |                 | 5 gennaio 1963    |                 |
| 17 | Man Against Himself            |                 | 12 gennaio 1963   |                 |
| 18 | The Poisoned Fruit Doctrine    |                 | 19 gennaio 1963   |                 |
| 19 | Poltergeist                    |                 | 26 gennaio 1963   |                 |
| 20 | Ordeal                         |                 | 2 febbraio 1963   |                 |
| 21 | The Hour Before Doomsday       |                 | 9 febbraio 1963   |                 |
| 22 | The Traitor                    |                 | 16 febbraio 1963  |                 |
| 23 | The Eye of Fear                |                 | 23 febbraio 1963  |                 |
| 24 | Metamorphosis                  |                 | 2 marzo 1963      |                 |
| 25 | The Last Illusion              |                 | 9 marzo 1963      |                 |
| 26 | The Heathen                    |                 | 23 marzo 1963     |                 |
| 27 | A Book for Burning             |                 | 30 marzo 1963     |                 |
| 28 | A Taste for Vengeance          |                 | 6 aprile 1963     |                 |
| 29 | The Colossus                   |                 | 13 aprile 1963    |                 |
| 30 | Judgment Eve                   |                 | 20 aprile 1963    |                 |
| 31 | The Noose                      |                 | 27 aprile 1963    |                 |
| 32 | Everybody Else Is Dead         |                 | 11 maggio 1963    |                 |
| 33 | The Trial of Twenty-Two        |                 | 18 maggio 1963    |                 |
| 34 | The Brother Killers            |                 | 25 maggio 1963    |                 |